# Круа-Паке (станция метро)
«Круа́-Паке́» (фр. Croix-Paquet) — станция линии C Лионского метрополитена.

## Расположение
Станция находится в 1-м округе Лиона, на склонах холма Круа-Русс, на площади Круа-Паке (фр. place Croix Paquet). Это одна из двух станций Лионского метрополитена, расположенных на открытом воздухе. Вход на станцию производится по лестнице со стороны сквера на площади Круа-Паке, а в направлении станции Отель де Виль — Луи Прадель — с уровня земли. Однако, учитывая сложный рельеф этого района, доступ на станцию может вызвать сложности для людей с ограниченными возможностями. Расстояние до ближайших станций: 501 метр до станции Отель де Виль — Луи Прадель и 289 метров до станции Круа-Русс.

## Особенности
Станция была впервые открыта ещё 12 апреля 1891 года в качестве станции фуникулёра Круа-Русс—Круа-Паке и существовала в этом качестве вплоть до момента закрытия этой линии фуникулёра 3 июля 1978 года. Линия была вновь открыта в качестве зубчатой железной дороги 6 декабря 1974 года и существовала в качестве станции на ней вплоть до 2 мая 1978 года, когда при продлении линии станция была закрыта, так как она находится лишь в 289 метрах от станции Отель де Виль — Луи Прадель. Вновь открыта 15 сентября 1979 года исключительно по требованию местных жителей. Состоит из двух путей и двух боковых платформ. Пассажиропоток в 2006 году составил 37 641 чел./мес.

## Происхождение названия
Название станции метро сохраняет название существовавшей здесь до неё станции фуникулёра. Станция фуникулёра, в свою очередь, получила название в честь площади, на которой расположена. История названия площади такова: когда-то в Средневековье в этом квартале был воздвигнут каменный крест (по-французски croix — круа). Однако во время религиозных войн XVI века этот крест был разрушен протестантами. Тогда в 1628 году местный буржуа по имени Жан Паке восстановил на свои средства крест, после чего площадь получила его имя.

## Достопримечательности
- Склоны Круа-Русса
- Подъём Гранд-Кот[фр.]
- Улица Бюрдо[фр.]
- Улица Капюсен[фр.]
- Улица Руаяль[фр.]
- Амфитеатр трёх Галлий — древнеримский амфитеатр
- Двор ворасов — известная лионская трабуль
- Пассаж Тьяффе[фр.] — трабуль и модная торговая галерея
- Церковь Святого Поликарпа[фр.] (1665—1670)
- Церковь Доброго Пастыря[фр.] (1875—1883)

## Наземный транспорт
Со станции существует пересадка на следующие виды транспорта:

  — «внутрирайонный» автобус